# ۱۳۰۲ (قمری)
۱۳۰۲ (قمری)، هزار و سیصد و دومین سال در گاهشماری هجری قمری است. اول محرم این سال برابر با بیست و یکم اکتبر سال ۱۸۸۴ میلادی است.